# Zagnanost
Zagnanost (angleško grit) je pozitivna, nekognitivna, psihološka lastnost, ki jo opredelimo kot predanost posameznika doseganju dolgoročnega cilja ali končnega stanja. Gre za motiviranost in vztrajnost pri premagovanju ovir ali izzivov oz. za gonilno silo na poti do želenega dosežka. Sorodni koncepti so vztrajnost, trdoživost, odpornost, ambicioznost, težnja k uspehu in vestnost. Razlikovati jih je treba od nadarjenosti in sposobnosti. Ideali vztrajnosti in trdnosti veljajo za vrlino že vsaj od Aristotela naprej.